# Escala menor

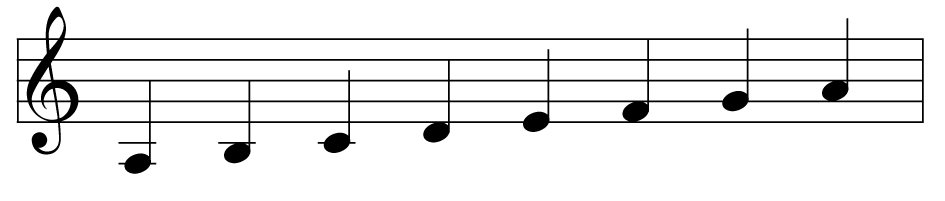
Escala de la menor.

L'escala menor és una escala musical diatònica o més aviat un conjunt d'escales que es caracteritzen pel fet que l'interval que es forma entre la tònica i la mediant, és a dir, entre el primer grau i el tercer grau (entre les notes 1a i 3a de l'escala), és una tercera menor, d'un to i mig.
Les escales menors més utilitzades són la menor natural, la menor melòdica i la menor harmònica.
Aquestes escales contenen les tres notes d'una Acord menor: la tonicitat, una tercera menor (en lloc de la tercera major, com en una Acord major o escala major) i una quinta justa (en lloc de la quinta disminuïda, com en una Escala octatònica o una escala semidisminuïda).
En la teoria de la música clàssica occidental, lescala menor es refereix a tres patrons d'escala: lescala menor natural (o mode eòlic), lescala menor harmònica i lescala menor melòdica (ascendent o descendent).

## Escala menor natural

### Relació amb l'especialista familiar
Una escala menor natural (o mode eòlic) és una escala diatònica que es construeix començant en el sisè grau de la seva escala major relativa. Per exemple, l'escala de La menor natural es pot construir començant pel 6è grau de l'escala de Do major:
Audio playback is not supported in your browser. You can download the audio file.
Per això, la tonalitat de La menor s'anomena menor relativa de Do major. Cada tonalitat major té una menor relativa, que comença al sisè grau o esglaó de l'escala. Per exemple, com que el 6è grau de Fa major és Re, el menor relatiu de Fa major és Re menor.

### Relació amb l'especialitat paral·lela
També es pot construir una escala menor natural alterant una escala major amb alteracions. D'aquesta manera, una escala menor natural es representa amb la notació següent:
1, 2, ♭ 3, 4, 5, ♭ 6, ♭ 7, 8
Aquesta notació es basa en l'escala major i representa cada grau (cada nota de l'escala) amb un número, començant per la tònica (la primera nota més greu de l'escala). Fent ús de símbols bemolls (♭), aquesta notació representa les notes per com es desvien de les notes de l'escala major. Per això, diem que un nombre sense bemoll representa un interval major (o perfecte), mentre que un nombre amb bemoll representa un interval menor. En aquest exemple, els números signifiquen:
- 1 = uníson (perfecte)
- 2 = segona major
- ♭ 3 = tercera menor
- 4 = quarta justa
- 5 = quinta justa
- ♭ 6 = Sisena menor
- ♭ 7 = Setena menor
- 8 = octava (perfecta)

Així, per exemple, l'escala de La menor natural es pot construir rebaixant els tercer, sisè i setè graus de l'escala de La major en un semitò:
Audio playback is not supported in your browser. You can download the audio file.
Com que comparteixen la mateixa nota tònica de La, la tonalitat de La menor s'anomena menor paral·lela de La major.

### Intervals

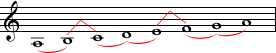
Aquest patró de tons sencers i semitons caracteritza les escales menors naturals.

Els intervals entre les notes d'una escala menor natural segueixen la seqüència següent:
sencer, meitat, sencer, sencer, meitat, sencer, sencer
on sencer representa un to sencer (una corba vermella en forma d'U a la figura) i meitat representa un semitò (una línia vermella angular a la figura).
L'escala menor natural és màximament parell.

## Escala menor harmònica

### Construcció
L'escala menor harmònica (o escala eòlica ♮ 7) té les mateixes notes que l'escala menor natural, excepte que el setè grau s'eleva un semitò, creant una segona augmentada entre el sisè i el setè grau.
Audio playback is not supported in your browser. You can download the audio file.
Així doncs, una escala menor harmònica es representa amb la notació següent:
1, 2, ♭ 3, 4, 5, ♭ 6, 7, 8
Una escala menor harmònica es pot construir rebaixant el 3r i el 6è grau de l'escala major paral·lela en un semitò.
A causa d'aquesta construcció, el 7è grau de l'escala menor harmònica funciona com a to principal de la tònica perquè és un semitò més baix que la tònica, en lloc d'un to sencer més baix que la tònica com passa a les escales menors naturals.

### Intervals
Els intervals entre les notes d'una escala menor harmònica segueixen la seqüència següent:
sencer, meitat, sencer, sencer, meitat, segon augmentat, meitat

### Usos
Tot i que va evolucionar principalment com a base per als acords, el menor harmònic amb la seva segona augmentada de vegades s'utilitza melòdicament. Es poden trobar exemples en Mozart, Beethoven (per exemple, el final del seu Quartet de corda núm. 14) i Schubert (per exemple, en el primer moviment del Quartet La mort i la donzella). En aquesta funció, s'utilitza durant el descens molt més sovint que durant l'ascens. Un exemple familiar de l'escala descendent s'escolta en un toc de campanes. Un timbre de dotze de vegades s'augmenta amb un 5♯ i un 6♭ per fer una escala menor harmònica de 10 notes des de la campana 2 fins a la campana 11 (per exemple, la catedral de Worcester).
L’escala menor hongaresa és similar a l'escala menor harmònica però amb un 4t grau elevat. Aquesta escala de vegades també es coneix com a Gypsy Run o alternativament com a Escala menor egípcia, tal com esmenta Miles Davis, que la descriu a la seva autobiografia com una cosa que havia après a Juilliard.
En la música popular, exemples de cançons en menor harmònic són Easy Please Me de Katy B, My Prerogative de Bobby Brown i Bust Your Windows de Jazmine Sullivan. L'escala també va tenir una influència notable en el heavy metal, generant un subgènere conegut com a metal neoclàssic, amb guitarristes com Chuck Schuldiner, Yngwie Malmsteen, Ritchie Blackmore i Randy Rhoads que l'empraven en la seva música.

## Escala menor melòdica

### Construcció
El so distintiu de l'escala menor harmònica prové de la segona augmentada entre els seus sisè i setè graus. Mentre que uns quants compositors han utilitzat aquest interval amb avantatge en la composició melòdica, d'altres el van considerar un salt incòmode, sobretot en la música vocal, i van preferir un pas sencer entre aquests graus de l'escala per a una escriptura melòdica suau. Per eliminar la segona augmentada, aquests compositors o bé pujaven el sisè grau un semitò o bé baixaven el setè un semitò.
L'escala menor melòdica es forma utilitzant aquestes dues solucions. En particular, la sexta elevada apareix en la forma ascendent de l'escala, mentre que la setena rebaixada apareix en la forma descendent de l'escala. Tradicionalment, aquestes dues formes s'anomenen:
- l'escala menor melòdica ascendent o escala menor de jazz (també coneguda com a jònica ♭ 3 o dòrica ♮ 7): aquesta forma de l'escala és també el 5è mode de l’escala acústica.
- l'escala menor melòdica descendent: aquesta forma és idèntica a l'escala menor natural.

Les formes ascendent i descendent de l'escala menor melòdica de La es mostren a continuació:
Audio playback is not supported in your browser. You can download the audio file.
L'escala menor melòdica ascendent es pot representar com
1, 2, ♭ 3, 4, 5, 6, 7, 8
mentre que l'escala menor melòdica descendent és
8, ♭ 7, ♭ 6, 5, 4, ♭ 3, 2, 1
Usant aquestes notacions, les dues escales menors melòdiques es poden construir alterant l'escala major paral·lela.

### Intervals
Els intervals entre les notes d'una escala menor melòdica ascendent segueixen la seqüència següent:
sencer, meitat, sencer, sencer, sencer, sencer, meitat
Els intervals entre les notes d'una escala menor melòdica descendent són els mateixos que els d'una escala menor natural descendent.

### Usos
Els compositors no han estat coherents en l'ús de les dues formes de l'escala menor melòdica. Els compositors sovint requereixen el setè grau rebaixat que es troba en el menor natural per evitar l'acord menor augmentat (III +) que sorgeix en la forma ascendent de l'escala.
Exemples de l'ús del menor melòdic en la música rock i popular són Sorry Seems to Be the Hardest Word d’Elton John, que fa un gest de complicitat a la pràctica habitual... mitjançant l'ús de Fa ♯ [el to principal en Sol menor] com a penúltima nota de la cadència final. Yesterday dels Beatles també utilitza parcialment l'escala menor melòdica.

## Altres escales menors
Altres escales amb una tercera menor i una quinta justa (és a dir, que contenen un acord menor) també es coneixen comunament com a escales menors.
Dins dels modes diatònics de l'escala major, a més del mode eòlic (que és l'escala menor natural), el mode dòric i el Mode frigi també entren dins d'aquesta definició. Per contra, el mode locrià té una tercera menor, però una quinta disminuïda (per tant, conté un acord de quinta disminuïda), i per tant no es coneix habitualment com a escala menor.
L'escala menor hongaresa és una altra escala heptònica (de 7 notes) anomenada menor.
L'escala menor de jazz és un nom per a l'escala menor melòdica quan només s'utilitza la forma ascendent.
Les escales no heptatòniques també es poden anomenar menors, com ara lescala pentatònica menor.

### Límits de la terminologia
Mentre que qualsevol altra escala que contingui un acord menor es podria definir com una escala menor, la terminologia s'utilitza menys habitualment per a algunes escales, especialment les que es troben més allunyades de la tradició clàssica occidental.
L'escala de blues hexatònica (6 notes) és similar a l'escala pentatònica menor i s'ajusta a la definició anterior. Tanmateix, la quinta bemoll és present com a to de passatge juntament amb la quinta justa, i l'escala sovint es toca amb una barreja microtonal de les terceres major i menor, cosa que dificulta la seva classificació com a escala major o menor.
Les dues escales napolitanes són ambdues escales menors seguint la definició anterior, però històricament es coneixien com a major napolitana o menor napolitana basant-se més aviat en la qualitat del seu sisè grau.

## Armadura de clau
En la notació moderna, l’armadura per a la música en tonalitat menor es basa normalment en els alteracions de l'escala menor natural, no en els de les escales menors harmòniques o melòdiques. Per exemple, una peça en mi menor tindrà un sostingut a la seva armadura perquè l'escala menor natural de mi té un sostingut (fa ♯).
Les tonalitats majors i menors que comparteixen la mateixa armadura de clau són relatives entre si. Per exemple, Fa major és el relatiu major de Re menor, ja que ambdues tenen armadures amb un bemoll. Com que l'escala menor natural es construeix sobre el 6è grau de l'escala major, la tònica del menor relatiu és una sexta major per sobre de la tònica de l'escala major. Per exemple, si menor és el menor relatiu de re major perquè la nota si és una sexta major per sobre de re. Com a resultat, les armadures de si menor i re major tenen dos sostinguts (fa ♯ i do ♯).

## Altres notacions i usos
Quan s'expressen els noms de les tonalitats d'escales menors com a abreviatures, l'alfabet del nom de la nota tònica corresponent es pot escriure en minúscules per indicar només el nom de la nota tònica. Per exemple, quan s'expressa la notació anglesa de La menor, es pot abreujar com a La menor. A més, quan s'expressen els noms de les tonalitats de l'escala major com a abreviatures, l'alfabet romà de la nota tònica corresponent de vegades es fa en majúscula per indicar només el nom de la nota tònica. Per exemple, quan s'expressa la notació anglesa de Do major, s'abrevia com a Do major.